# لور دكاش
لور دكاش (24 مارس 1917 - 12 أكتوبر 2005)، مغنية لبنانية.

## اسمها
اسمها بالكامل لور جورج دقاش، وحُرف الاسم الأخير إلى دكاش، واسم لور مشتق من اسم نوع من الشجر اسمه بالفرنسية لورييه بالعربية: الغار.

## مولدها
ولدت في لبنان في يوم 24 آذار (مارس) سنة 1917، وكان والدها جورج هاويا للموسيقى والغناء وأحد كبار تجار الأقمشة. سكنت في حارة حريك في بيروت وهو حي تكثر فيه الفرق الشعبية، فتعلقت بالسماع وأجادت وهي صغيرة الكثير من الأهازيج الشامية وبرعت في أداء ألحان الميجانا والعتابا. كما كان والدها أيضًا شغوفا بالأدب والغناء، ويملك مكتبة أغاني تحتوي على كل أنواع الغناء المصري خاصة ذلك الغناء الذي ذاع في كل البلدان العربية ومنها بلاد الشام، وأخذت لور في سماع الأسطوانات المصرية وحفظت الكثير من أغاني سلامة حجازي وزكي مراد وسيد الصفتي ويوسف المنيلاوي ومنيرة المهدية وأم كلثوم ونعيمة المصرية ومحمد عبد الوهاب وصالح عبد الحي وغيرهم، واكتشف والدها وهو يستمع إليها حلاوة صوتها فتعهدها بالعناية والرعاية، وفي السابعة من عمرها غنت في حفل عائلي رائعة أم كلثوم آنذاك «مالي فتنت بلحظك الفتاك» وأغنية «يا كروان» و«النبي سلم».
أراد والدها أن تكون على دراية كاملة بالموسيقى فعهد بها إلى الموسيقار اللبناني «بترو طراد» الذي قام بتعليمها العزف على العود، ثم كانت الخطوة الثانية اتقانها التدوين الموسيقي وحفظ الموشحات على يد الموسيقار اللبناني الكبير «سليم الحلو»، وذاع صيتها في بيروت كمطربة صغيرة ذات صوت أخاذ تغني لأم كلثوم حتى أطلقوا عليها في بلدها «أم كلثوم الصغيرة»، وكانت تحيي الأفراح وتشترك في بعض حفلات بيروت الصغيرة نسبيا. وكانت متقنة للعزف على آلة العود وعارفة بالعلوم الموسيقية ومتمكنة من المقامات الموسيقية العربية والغربية، وقد مكنتها هذه المعرفة العميقة من أن تقدم أغنيات من ألحانها.

## احترافها الفن
في عام 1929 دخلت عالم الاحتراف الفني عندما تعاقدت معها شركة بيضافون، لتسجيل عدد من الأغنيات في فرعها ببيروت، وهي شركة أسطوانات مصرية. وكانت كل الأغنيات المسجلة على أسطوانات بيضافون من تلحينها، ومنها «التليفون» بالاشتراك مع المغني اللبناني «موسى حلمي» و«بدي أروح ما في روحة وإن رحت بتكسر باب الدار»، وأغنية «شلبي وأمين البلدي» وهي من تأليف والدها جورج دكاش، ثم قصيدة فجر للشاعر اللبناني بطرس معوض.

## زيارتها لمصر
شغفت لور بمصر وطلبت من والدها أن تقوم بزيارة للقاهرة «هوليوود الشرق»، فلبّى طلبها وصحبها في رحلة إلى القاهرة سنة 1933، فقضت في مصر أسبوعين، وفي تلك الأثناء كانت مصر في نضال سياسي ضد الاستعمار، وكان اسم الزعيم «سعد زغلول» على كل لسان، فأرادت لور مشاركة أبناء مصر هذا النضال وطلبت زيارة ضريح سعد، وهناك غنّت من ألحانها وكلمات الشاعر بطرس معوض:
ياروحَ سعدٍ قد سكنتِ قلوبَنا *** وأقمتِ فيها للصلاةِ معبدا
وكان لهذه الأنشودة صدى واسع في القاهرة خاصة في أوساط المثقفين والسياسيين، وسافرت إلى بلدها بعد أن تعرف على إمكاناتها الفنية الكثير من رجال الفن والإذاعة، ورجال معهد الموسيقى العربية، وغنّت في مصر وفي نفس الرحلة أغنية شامية هي «ياويل مالي ياويلي» وسجلتها على اسطوانة في شركة بيضافون في الموسكي بالقاهرة، وهي الشركة التي كان يمتلكها رجل الأعمال اللبناني المقيم في مصر «إليا بيضا» وكان الموسيقار محمد عبد الوهاب شريكا فيها، عادت لور بعد ذلك إلى لبنان ثم عاد إليها الشوق إلى القاهرة ورجعت عام 1939 إلى القاهرة، خصيصا لتسجيل أشهر أغانيها في شركة بيضافون وهي «آمنت بالله» وهي الأغنية التي خطفت الأسماع في تلك السنة، وكانت من أكثر الأسطوانات مبيعا، واشتهرت بها على نحو واسع.

## الإقامة الدائمة في مصر
في سنة 1945 قررت الإذاعة المصرية أن تكون لور دكاش إحدى نجمات حفلها الساهر، فأرسلت خطابا إلى سفارة مصر في بيروت التي أبلغت لور دكاش التي فرحت بالقاهرة وسافرت إليها واستقرت هناك حتى يوم رحيلها في يوم 11 تشرين الأول (أكتوبر) سنة 2005، وفي القاهرة كانت إحدى مطربات مصر المعدودات، وشدت في الإذاعة على الهواء لأول مرة بقصيدة لشاعر الكرنك أحمد فتحي يقول مطلعها:
أغاريد من ذكرى هواك **** وأنغام تعود فهل عادت ليالي وأيام
هنا كان لي وفي مرتع رضي وآمال وأحلام **** وكان صبانا يملأ الكون فرحا يصورها في خاطر الغيب رسام

## دراسة جديدة
ولما كانت لور مطربة طموحة فقد واصلت في مصر دراستها رغم تمكنها من أصول الموسيقى في لبنان، فتلقت دروسا في الموشحات والأدوار المصرية على أيدي فنانين مصريين كبار، منهم مرسي الحريري أحد كبار أساتذة الموشحات والأدوار في معهد الموسيقى العربية وهو من أكبر حفظة هذا التراث ومنهم محمد محمود صبح وهو أيضا أستاذ في هذا المجال تلقى دروسه على يد والده الشيخ محمود صبح أحد جهابذة فن الموسيقى، والموسيقار عبد العزيز محمد وهو أستاذ في المقامات العربية وكان صاحب فرقة موسيقية كبيرة يحيي بها الحفلات الكري ويصاحب كبار المطربين والمطربات في حفلاتهم كما كانت له مؤلفات موسيقية في شتى القوالب العربية لا تزال تذاع في الإذاعة المصرية حتى الآن، كما كان فهمي عوض وهو حجة في الموسيقى أحد أساتذتها.

## تسجيلات نادرة
أصبحت لور حجة في الغناء العربي القديم وحفظت عشرات الأدوار والموشحات وعندما أراد الموسيقار أحمد شفيق أبو عوف رئيس معهد الموسيقى العربية واللجنة الموسيقية العليا أن يحافظ على تراثنا مسموعا ومدونا في النوتة الموسيقية استعان بلور ضمن من استعان بهم من كبار المطربين والحفظة الذين كانوا لم يزالوا على قيد الحياة.
سجّلت لور للجنة الموسيقية العليا الكثير من الأدوار والموشحات والطقاطيق والقصائد منها:
هجرني حبي ولا ذنب لي
وزاد لهيبي
وهو موشح من التراث القديم ومن مقام البياتي وهو المقام العربي الأصيل والذي تغنّي من نغماته الفنان الشعبي المصري شمالا وجنوبا، وكان إيقاعه من المحجر وهو إيقاع ثري من 14 وحدة زمنية، وغنت أيضا دور كل من يعشق جميل ينصفه يرتاح فؤاده ودور وأنت يا قلبي لك خليل أمر من الصبر بعاده من مقام البياتي وألحان داود حسني وتأليف الشيخ أحمد عاشور الذي كان له باع طويل في تأليف الأدوار الغنائية.
ومن فصلية مقام البياتي أدخل من فروعه مقام المحير ومنه غنت لور موشح من ألحان الشيخ محمود صبح.
يا ظبي خد قلبي وطن
فأنت في الأنس غريب
وغيرها كثير، وكان الفنان الموسيقار الراحل أحمد شفيق أبو عوف يحترم فنها ويقدره وكانت قاسما مشتركا في كل حفلات معهد الموسيقى العربية الذي كان يرأسه ومعها المطربات أجفان الأمير وعائشة حسن وعصمت عبد العليم وهن، مثلا من عاشقات فنها المحترم.
نفس التقدير والاحترام كان يكنه لها الموسيقار إبراهيم شفيق المطرب القديم ومدير القسم المدرسي في معهد الموسيقى وصاحب معهد الاتحاد الموسيقى في عابدين وأحد خبراء التراث، وعندما عهدت إليه الإذاعة المصرية بتسجيل التراث المصري الفني الغنائي قبل أن يندثر، كان من ضمن من استعان بهم في حفظ هذا التراث للإذاعة، لور ومعها بديعة صادق وعائشة حسن وإبراهيم حمودة وكارم محمود وسيد إسماعيل والمطرب الكبير صالح عبد الحي، وسجّلت لور العديد من الأدوار والموشحات للإذاعة المصرية ضمن هذا المشروع الطموح والجيد.

## برامج إذاعية
واشتركت مطربتنا في كثير من البرامج الغنائية للإذاعة المصرية ولعل ما يستحق الذكر منها: ذلك البرنامج الذي كانت كلمات أغنياته باللهجة التونسية وهو:
ليالي تونس، من ألحان محمود الشريف
وفيه غنّت لور مع محمد قنديل أغنية:
أعطنا القهيوة يا حبي
دور على الأحباب
إسقي الجميع شراب
يا حبي
دي ليالينا مزيانة..
لور دكاش في صباها

## في السينما
قامت لور دكاش بالمشاركة في فيلم أنشودة الراديو سنة 1936، وببطولة فيلم الموسيقار سنة 1946 وهو مقتبس من القصة الشهيرة عن الشاعر سيرانو دي برجراك، وهو من إخراج السيد زيادة وكان أول فيلم يخرجه وبطولة عازف الكمنجة الشهير في ذلك الوقت يعقوب طاتيوس وإنتاج الأديب إبراهيم رمزي، سقط الفيلم سقوطا مدويا وكان سببا في أن تعتزل لور السينما تماما وقالت لي رحمها الله، أن سبب سقوط الفيلم هو تفكك السيناريو وكان كل من فيه من عاملين فنيين وممثلين ومخرج جداد عن الوسط فكان السقوط شيئا طبيعيا، وبالمشاركة بالغناء في فيلم بنت البادية سنة 1956، كما حلّت ضيفة شرف في فيلم يا تحب يا تقب سنة 1994 .

## نجمة حفلات
وكانت لور دكاش، نجمة دائمة في الحفلات التي تقيمها الإذاعة المصرية منذ منتصف أربعينات القرن الماضي في دور سينما قصر النيل وريفولي وراديو وفي الباخرة سودان.
وكان لها جمهورها الذي عشق الأداء المتقن في غنائها كما كانت لها شعبيتها الطاغية في الأوساط الشعبية المصرية وفي الأربعينات على وجه التحديد قدمت في الإذاعة المصرية أشهر أغانيها آمنت بالله، نور جمالك آية من الله.
وكانت لوناً جديدا من الغناء العربي وهي من ألحان فريد غصن وقد قالت لي رحمها الله أنها شاركت في وضع هذا اللحن الشجي.
وذاعت شهرة هذه الأغنية في مصر وأصبحت على كل لسان وتلقفتها فرق المزمار البلدي والتي كانت تحيي أفراح أولاد البلد، في الأحياء الشعبية مثل بولاق أبو العلا والجمالية والحسينية وباب الشعرية واصطبل عنتر وعرب يسار في القلعة وغيرها، وكان أبناء البلد في الأفراح يطلبون هذه الأغنية مسبوقة بعزف للمزمار أقرب في لحنه إلى الموال وكانوا يسمونه التوبة، ثم ينتقل اللحن بعد ذلك لأداء مذهب آمنت بالله أغنية الفنانة الراحلة.

## نجمة الندوات الفنية
وكانت لور من الفنانات المثقفات من هنا كان اهتمامها وحتى آخر أيام حياتها هو حضور الندوات الفنية والثقافية وكانت ضيفة دائمة في أمسيات جمعية أصدقاء سيد درويش حيث كانت تقدم الكثير من ألحان هذا العبقري وهي تعزف على عودها، كما كانت نجمة ندوات جمعية الشبان المسيحية ولم تفتها أية ندوة فنية كانت نقابة الصحافيين تقيمها خاصة في الستينيات والسبعينيات من القرن الماضي، وكانت رفيقتها في ندوات الصحافيين المطربة الرائعة رجاء عبده والتي سبقتها إلى دار البقاء بشهور، وكانت تغني في هذه الندوات، طقاطيق سيد درويش الشهيرة مثل، أهه ده اللي صار وادي اللي كان، وزوروني كل سنة مرة، وحرج عليَ بابا ما أروحشي السيما، وده بأف مين اللي اتكلم على بنت مصر، كما كانت تجيد أدواره كلها بالإضافة إلى أدوار محمد عثمان وعبده الحامولي وداوود حسني وزكريا أحمد وغيرهم.

## الترانيم الكنسية
وكان قلبها معلقا بالكنائس وتحب دائما أن تكون حاضرة لكل صلاة، وكانت تجيد أداء الترانيم الكنسية باقتدار وتحفظ الكثير منها وترددها في خشوع
مع أحفادها.

## جولات فنية
قامت لور بالعديد من الجولات في البلاد العربية والغربية خاصة فرنسا لأنها كانت تجيد الفرنسية كما أنها مسيحية مارونية تعلمت الفرنسية وأجادتها تماما، وكانت أهم البلدان التي أحيت فيها حفلات غنائية، تونس والجزائر وكل بلاد الشام، وآخر رحلة قامت بها كانت في فرنسا في مهرجان لندرو فيرتيه وأحيت حفلة غنت فيها في كل من باريس وبوردو وشدت بعدد من الموشحات.
وقلنا في البداية أنها كانت تجيد الألحان كما غنّت الكثير من الحان كبار الملحنين، مثل محمد عبد الوهاب وأحمد صفي ومحمد عثمان وعزت الجاهلي وعبده الحامولي ولها في الإذاعة المصرية أكثر من 500 أغنية منها:
يا ليالي النيل شعر مصطفي عبد الرحمن وميعاد ليلة الأحد لصالح جودت ودنا الليل فهيا لعلي محمود طه وظللت أطوف لمحمود حسن إسماعيل، ولا مستحيل وأنا طبعي كده وأغاريد وأنا قلت لك الحب نعيم من ألحان محمد الموجي، ومن ذكري هواك، كما غنت لحنا دينيا إسلاميا هو الله أكبر، وكان آخر ما سجلته للإذاعة هو مستحيل تقدر تنسيني الليالي كلمات صالح جودت.
ولور كانت علماً من أعلام غناء التراث العربي فقدمت عشرات الأغنيات من شتى القوالب الغنائية العربية مثل الدور والموشح والقصيدة والطقطوقة والمنولوج والموال.

## وفاتها
توفيت لور كاش بالقاهرة يوم الثلاثاء 11\10\2005 عن 88 عاما وشُيِّع جثمانها من الكنيسة المارونية بالقاهرة.

## وصلات خارجية
- لور دكاش على موقع قاعدة بيانات الأفلام العربية
- لور دكاش على موقع ميوزك برينز (الإنجليزية)
- لور دكاش على موقع ديسكوغز (الإنجليزية)